# Ginsztler János
| Elhunyt Ginsztler János, a BME korábbi rektorhelyettese, nemzetközi hírű professzora. BME. 2019. július 8. | Elhunyt Ginsztler János, a BME korábbi rektorhelyettese, nemzetközi hírű professzora. BME. 2019. július 8. |
| Kattints az alábbi külső linkek egyikére!                                                                  | Kattints az alábbi külső linkek egyikére!                                                                  |
| --- | --- |
| Nem található szabad kép.(?)                                                                               | |
| külső link · jogvédett                                                                                     | Ginsztler János                                                                                            |

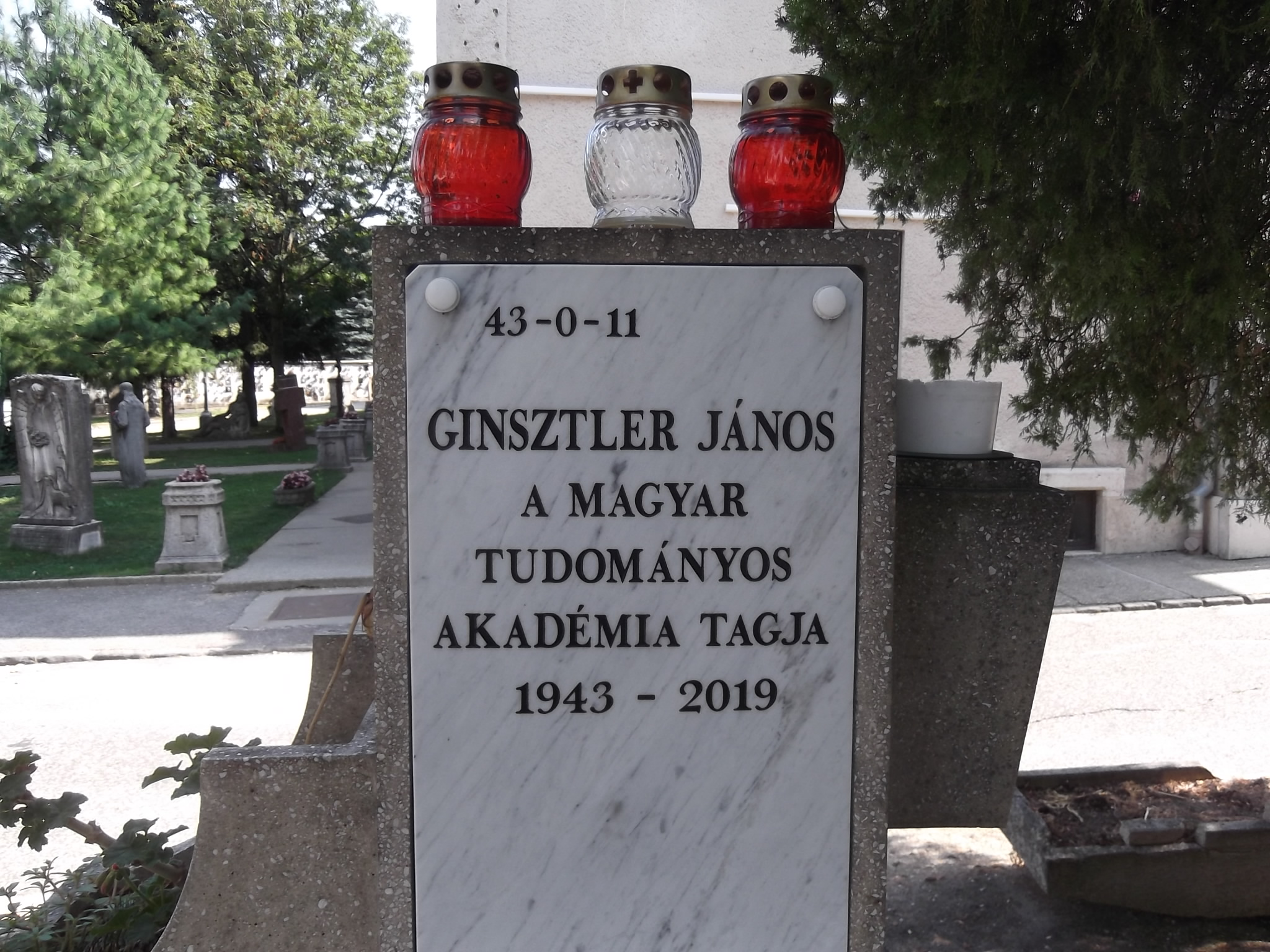
Ginsztler János sírja a Farkasréti Temetőben

Ginsztler János (Budapest, 1943. május 23. – 2019. július 7.) Széchenyi-díjas magyar gépészmérnök, hegesztőmérnök, egyetemi tanár, a Magyar Tudományos Akadémia rendes tagja. Kutatási területe az anyagtudomány és az online diagnosztikai módszerek fejlesztése. 1991 és 1998 között a Budapesti Műszaki Egyetem nemzetközi rektorhelyettese.

## Életpályája
1961-ben érettségizett, majd felvették a Budapesti Műszaki Egyetem Gépészmérnöki Karának kalorikus gépészmérnök szakára. Itt szerzett mérnökdiplomát 1966-ban. Két évvel később hegesztőmérnöki képesítést is szerzett. Gépészmérnöki diplomájának megszerzése után az egyetem mechanikai technológia tanszéknél kapott tanársegédi állást. Később adjunktusként dolgozott az intézetben. 1981-ben kapta meg egyetemi docensi, három évvel később egyetemi tanári kinevezését. Közben 1986-ban az egyetem villamosipari anyagtechnológia tanszék vezetésével bízták meg. Tanszékvezetői pozícióját a két tanszék egyesítése után létrejött mechanikai technológia és anyagszerkezettan tanszéken (2004-től anyagtudomány és technológia tanszék) is megtartotta egészen 2007-ig. Emellett 1991-ben az egyetem nemzetközi ügyekért felelős rektorhelyettesévé is megválasztották, tisztségét hét éven keresztül töltötte be. 1996-ban az MTA és a BME közös Fémtechnológiai Kutatócsoportjának vezetésével is megbízták. 1998-ban az egyetem Mérnöki Továbbképző Intézetének igazgatója lett. 1998 és 2001 között Széchenyi professzori ösztöndíjjal kutatott.
1980-ban védte meg a műszaki tudományok kandidátusi, 1988-ban akadémiai doktori értekezését. Az MTA Anyagtudományi és Technológiai Bizottságának lett tagja, több éven át elnöke is volt. 1994 és 2000 között az akadémia közgyűlési képviselője volt, majd 2001-ben megválasztották a Magyar Tudományos Akadémia levelező, 2007-ben pedig rendes tagjává. Közben az Elektronikus Eszközök és Technológiák Bizottságba is bekerült. 1998-ban a londoni Európai Akadémia (Academia Europaea) is felvette tagjai sorába. Akadémiai tisztségei mellett a Magyar Mérnökakadémia alapító tagja. A szervezetnek 1990 és 1996 között főtitkára, majd ezt követően elnöke. 1990-től három éven át a Gépipari Tudományos Egyesület elnöke, illetve 1991–1998-ban a Műszaki és Természettudományi Egyesületek Szövetsége (MTESZ) alelnöke volt. 1994 és 2000 között az Országos Atomenergia Bizottságban és a Országos Műszaki Fejlesztési Bizottságban tevékenykedett. 2004-ben a Magyar Szabványügyi Testület vezetésével is megbízták. Számos tudományos szakfolyóirat szerkesztőbizottságában vesz részt: 'The International Journal of Pressure Vessel and Piping, a High Temperature Technology, a European Journal of Mechanical Engineering.

## Munkássága
Fő kutatási területe az anyagtudomány, az online diagnosztikai módszerek fejlesztése és a károsodásanalízis.
Fontos eredményeket ért el a magas hőmérsékleten üzemelő erőművi anyagok károsodásanalízise területén. Nevéhez fűződnek a fentiek területén túl fontosabb eredmények az online élettartam-növelési/regenerálási technológiák fejlesztése területén, valamint a reverzibilis–irreverzibilis anyagszerkezeti változások közötti határsáv megállapítása. Sikerült növelnie az úgynevezett maradék élettartam becslési pontosságát.
Jelentős oktatói és tudományos közéleti munkássága is: számos nemzetközi egyetemi együttműködést szervezett, nemzetközi tudományos szervezeti tagságai sokrétűek. 2005-ben a Nemzetközi Mérnökszervezet legmagasabb díjával jutalmazták. Több mint kétszázhetven tudományos publikáció szerzője vagy társszerzője. Munkáit magyar, angol, német és orosz nyelven adja közre.

## Díjai, elismerései
- Pattantyús Ábrahám Géza-díj (1986, GTE)
- Eötvös Loránd-díj (1993)
- Európa Díj (1993, ASM)
- MTESZ-díj (1995)
- a melbourne-i La Trobe Egyetem díszdoktora (1996)
- a Helsinki Műszaki Egyetem díszdoktora (1998)
- Akadémiai Díj (1998)
- Pázmány Péter felsőoktatási díj (1999, Pro Renovanda Cultura Hungariae)
- A Magyar Köztársasági Érdemrend középkeresztje (2007)
- Széchenyi-díj (2010)

## Főbb publikációi
- Vegyipari és energiaipari berendezések műszaki felügyelete (társszerző, 1979)
- A tartós hőmérsékletnek és változó feszültségnek kitett acélokban végbemenő változások és ezek élettartam-csökkentő hatása mérséklésének anyagszerkezettani háttere (1988)
- Thermal Strain Ageing and Crack Initiation During Low Cycle Thermal Shock Fatigue (1988)
- Revalidability of High Temperature Ferritic/Bainitic Steels (társszerző, 1991)
- Analysis of Thermal Shock and Thermal-Mechanical Fatigue (1996)
- Experimental Analysis of Thermal Shock (1996)
- Az anyagtudomány    szerepe a fenntartható fejlődésben (1997)
- Component Reliability under Creep = Fatigue Condition (társszerző, 1998)
- Activation Processes of Stress Relaxation During Hold Time in 1 Cr-Mo-V Steel (társszerző, 1999)
- Alkalmazott anyagtudomány (társszerző, 2000, 2005)
- Mérnökképzés a 21. században (2004)